# Марина Левицька
Мари́на Леви́цька (англ. Marina Lewycka; нар.12 жовтня 1946, Кіль, Німеччина) — британська письменниця українського походження. 2005 року її дебютний роман «Коротка історія тракторів по-українськи» (англ. A Short History of Tractors in Ukrainian) став міжнародним бестселером та здобув декілька нагород.

## Біографія
Марина Левицька народилася в таборі для біженців у Німеччині після Другої світової війни; згодом переїхала з родиною до Англії, де проживає понині. Навчалася в Кілському університеті (Keele University) в Англії. Працювала доцентом в Університеті Шефілд Галам (Sheffield Hallam University) у галузі наукових досліджень засобів масової інформації та комунікацій (англ. media studies).

## Творчість

### «Коротка історія тракторів по-українськи»
2005 року з'явився роман «Коротка історія тракторів по-українськи» (англ. A Short History of Tractors in Ukrainian), який став бестселером і здобув низку літературних нагород: премію Вудгауза (повна назва: англ. Bollinger Everyman Wodehouse Prize) на Хейському фестивалі, нагороду Вейвертон-Ґуд-Рід 2005/6 (Waverton Good Read Award) та номінацію на премію «Оранж» (Orange Broadband Prize for Fiction).
«Коротка історія тракторів по-українськи» — сатиричний роман, написаний у жанрі чорного гумору, у якому розповідається про історію та побут українських емігрантів у Англії. Роман перекладено на тридцять шість мов, включно з голландською, італійською, німецькою, норвезькою, російською, шведською, португальською, та каталонською мовами.

### «Два фургони»
Другий роман письменниці «Два фургони» (англ. Two Caravans) побачив світ у лютому 2007 року у Великій Британії. У США цей роман вийшов у серпні 2007 року під назвою «Полуничні поля» (англ. Strawberry Fields), він є продовженням попереднього.
У 2008 році київське видавництво «Факт» видало роман українською у перекладі Світлани Пиркало, але накладом лише у 200 примірників.
2009 року виданий третій роман письменниці «Ми всі зроблені з клею» (англ. «We are all made of glue»).
Четвертий роман «Різні домашні тварини: живі й мертві» (англ. Various Pets Alive and Dead) виданий у 2012 році. В 2013 році роман вийшов українською у видавництві «Темпора».
Окрім художньої літератури, Марина Левицька видала 10 книг-порадників з питань догляду за хворими й літніми людьми.

## Видання українською
- Марина Левицька. Коротка історія тракторів по-українськи. Переклад з англійської Олекса Негребецький. Київ, Україна: Темпора. 2013 р. 301 стор. ISBN 978-617-569-144-1
- Марина Левицька. Різні домашні тварини, живі й мертві. Переклад з англійської Олекса Негребецький. Київ, Україна: Темпора. 2013 р. 454 стор. ISBN 978-617-569-158-8